# Flekkefjord
Flekkefjord är en tätort och stad i Flekkefjords kommun i Agder fylke. Orten ligger vid kusten och vid Europaväg 39 och utgör kommunens centralort såväl som största tätort.
Stadskärnan präglas av trähus från tidigare epoker. De flesta har allteftersom målats vita, även om de tidigare har haft andra färger. Bebyggelsen längs gatorna i centrum håller på att bli moderniserade.
Vest-Agder Flekkefjord museum visar lokalhistoria, samt konst av den excentriske konstnären "Tatjana" Lars Kristian Guldbrandsen, som gick klädd i kvinnokläder och sminkade sig med målarfärg. Hans konst finns också i stadens rådhus.
I Flekkefjord fanns 1928-2008 varvet Flekkefjord Slipp og Maskinfabrikk.

## Bildgalleri

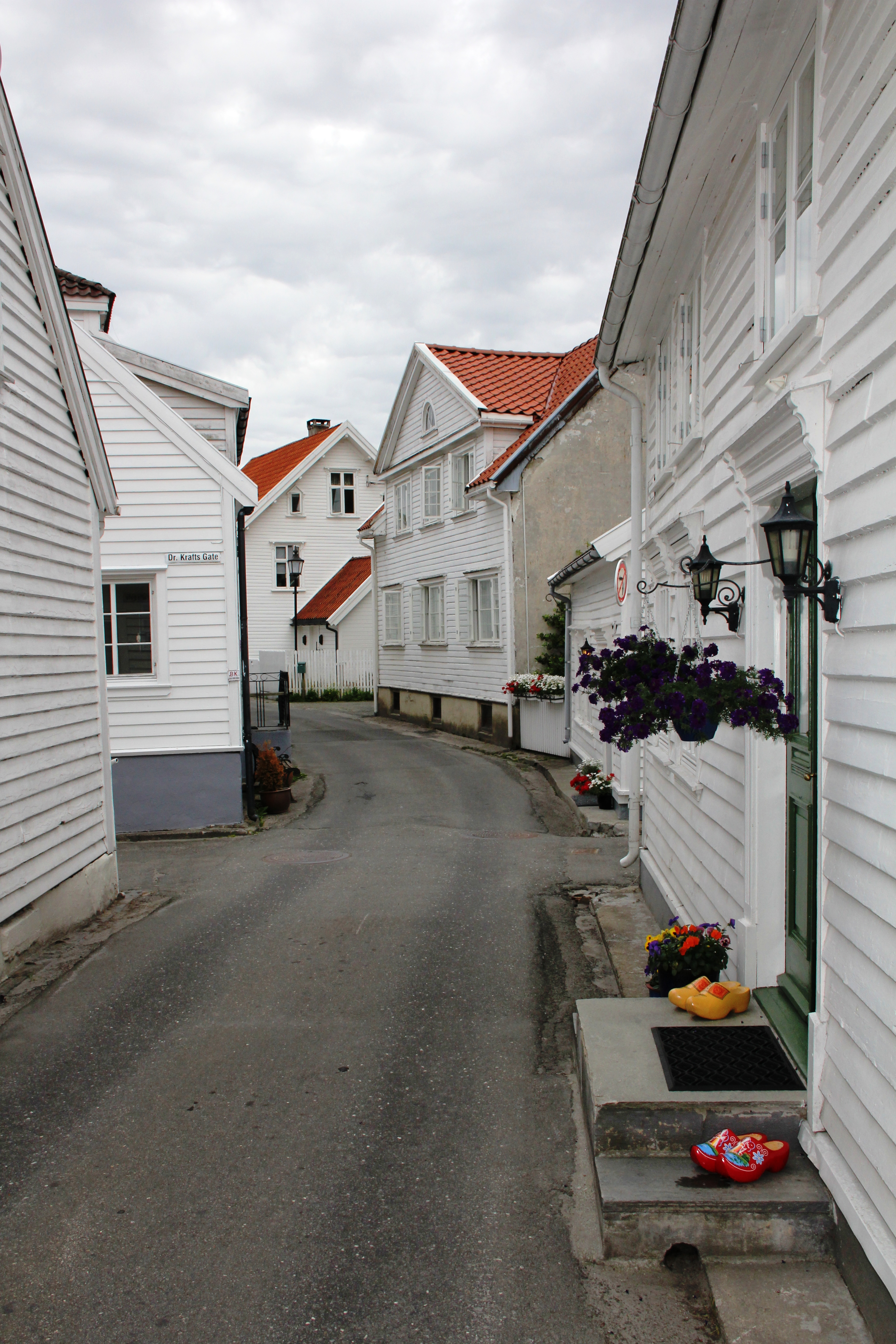
Nesgaten.
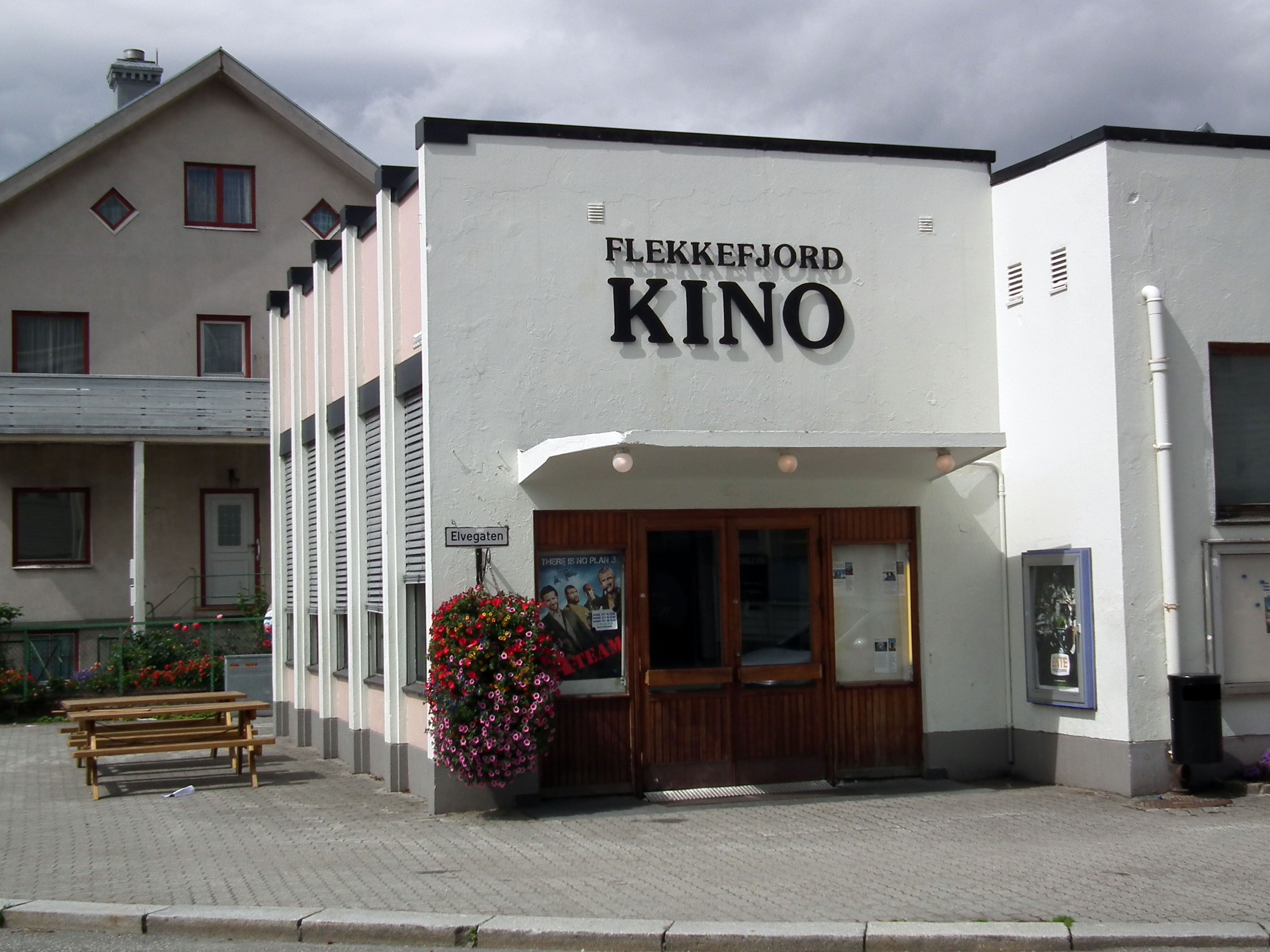
Biografen i Flekkefjord, 2010.
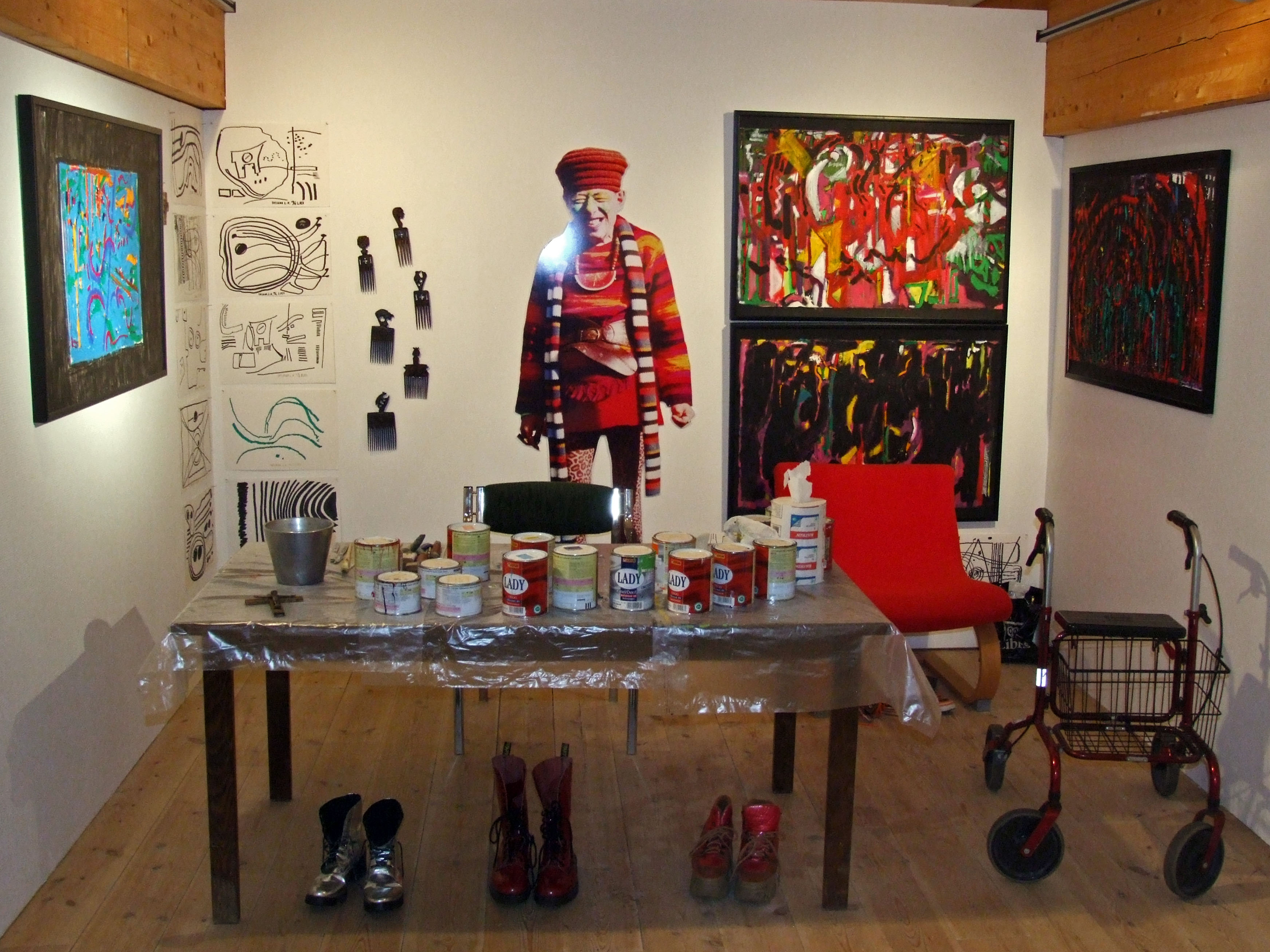
Från utställningen av "Tatjana" Lars Kristian Gulbrandsens verk i Flekkefjord.